# John Griffiths
John Griffiths (Berkeley, 3 juli 1940 – Amsterdam, 14 augustus 2017) was hoogleraar rechtssociologie aan de Rijksuniversiteit Groningen.
In 1962 rondde hij zijn studie filosofie af aan de universiteit van Berkeley (Californië). In 1965 promoveerde hij in de rechtsgeleerdheid aan de Yale Law School in New Haven. Hij werkte hier van 1967 tot 1970 als hoogleraar.
Sinds 1973 beschouwde hij zichzelf als rechtssocioloog toen hij hoogleraar werd aan de New York University, welke functie hij bekleedde tot 1977. 
Hij werd in mei 1976 benoemd als hoogleraar in Groningen en vervulde deze functie van 1977 tot zijn emeritaat in 2005. Sinds 2016 leed hij aan pancreaskanker. Hij overleed op 14 augustus 2017 in Amsterdam en werd in besloten kring gecremeerd. 
Griffiths was gehuwd met rechter en Eerste Kamerlid Fré le Poole, met wie hij drie kinderen kreeg.

## De socialewerkingstheorie
John Griffiths stelt dat "sociale gedragsregels die van toepassing zijn op handelingskeuzen binnen de [handelings]situatie" het onderwerp vormen van de rechtssociologie.:13 De fundamentele vraag is hoe en onder welke voorwaarden regelgeving gedragsverandering teweegbrengt in het maatschappelijke verkeer.:75 Griffiths bedoelt met 'shopfloor' de concrete sociale situatie waar sociale actie en interactie onderworpen aan de wetgeving plaatsvinden,:19 oftewel de 'maatschappelijke werkvloer'.:11
Griffiths stelt dat in het instrumentalisme de idee bestaat dat de invoering van een regel rechtstreeks en causaal tot gedragsverandering zal leiden en weerspreekt dat. Hij gaat ervan uit dat gedragsregels in deze context als sociale normen kunnen worden beschouwd en dat regelgeving niet oorzakelijk tot andere gedragingen leidt.:13 Griffiths stelt dat het instrumentalisme uitgaat van een niet-sociale, rationele homo economicus en weerspreekt dit mensbeeld. Hij stelt dat de mens fundamenteel sociaal van aard is en dus niet alleen door de overheid met anderen wordt verbonden, maar ook en vooral door de sociale interacties in de samenleving. Daarnaast kan wetgeving niet perfect worden begrepen, omdat er vaak weinig directe communicatie is tussen wetgever en de geadresseerden. Bovendien wordt gedrag van individuen ook beïnvloed door hun sociale contexten. Griffiths noemt dit rechtspluralisme.:15-18

### The Concept of Law in de socialewerkingstheorie
Griffiths breidt de socialewerkingstheorie verder uit met behulp van het gedachtegoed van H.L.A. Hart, geponeerd in diens boek The Concept of Law. Hij besteedt aandacht aan het perspectief van degene op wie de wet van toepassing is, in tegenstelling tot het externe perspectief van Hart op de socialewerkingstheorie. Hart maakt een onderscheid tussen primaire en secundaire regels. Primaire regels houden een verplichting in en stellen grenzen aan gedrag,:81 terwijl secundaire regels aangrijpen op de primaire: deze stellen vast welke primaire regels van kracht zijn en hoe ze moeten worden nageleefd en afgedwongen.:94-97
De socialewerkingstheorie is alleen van toepassing op primaire regels. De gedragsverandering die wetgeving teweegbrengt, wordt door Griffiths aangeduid als het directe effect van een wet, terwijl de sociale consequenties het indirecte effect zijn.:9 Wanneer een regel daadwerkelijk de beoogde gedragsverandering teweegbrengt, kan worden gezegd dat een wettelijke regel effectief is.
Griffiths hanteert het verschil tussen het interne en externe aspect van recht dat door Hart is beschreven. Wanneer men vanuit het externe perspectief naar recht zou kijken zou men alleen uitspraken kunnen doen over observeerbaar gedrag.:56 Dat er sprake is van het volgen van een regel wordt volgens Hart duidelijker wanneer men vanuit het interne perspectief naar recht kijkt. Vanuit het interne perspectief kijken de geadresseerden van een regel naar die regel als een standaard voor gedrag, maar Hart signaleert een kritisch-reflexieve houding hebben ten opzichte de van regels.:57 Griffiths borduurt daarop voort en beschouwt alle gedrag dat direct beïnvloed wordt als een vorm van opvolging van de regel. Zo reflecteert een spookrijdende fietser op de regel door extra goed uit te kijken en nemen belastingontwijking en echtbreuk nieuwe vormen aan als de sociale kosten van bepaalde gedragsopties te hoog worden.:9

### Mobilisering
Het proces waarbij een individu een regel als gedragsstandaard gebruikt voor het aanpassen van het gedrag van zichzelf of dat van een ander wordt door Griffiths mobilisering genoemd. Griffiths beschrijft mobilisering van recht als "doing something with a rule", iets doen met een regel.:38
Voor mobilisatie is kennis van de regels nodig, maar kennis ook van de maatschappelijk relevante feiten. Mobilisatie vereist verder dat de actor de feiten, inclusief het eigen gedrag, zo interpreteert dat deze onder de betreffende regel vallen. Het probleem van conceptuele incongruentie treedt op wanneer er een verschil is tussen wat bedoeld is met een regel en hoe deze begrepen wordt. Dit komt omdat de actoren de feiten mogelijk anders classificeren dan de wetgever of jurist dat zou doen.:43-55
De actor die een regel min of meer gemobiliseerd heeft, moet besluiten er iets mee te doen. Dit kan volgens Griffiths door de regel te gebruiken als reden voor het eigen gedrag, door van anderen conformiteit te verlangen en door te reageren op personen die de regel overtreden. In de socialewerkingstheorie blijkt secundaire mobilisering uit normstelling gebaseerd op de kritisch-reflexieve houding.:55 Het mobiliseren van een regel drukt niet noodzakelijk de acceptatie van die regel als gedragsstandaard uit. Het is afhankelijk van sociale factoren of een regel daadwerkelijk gemobiliseerd wordt, naast een eventuele acceptatie van de regel als gedragsstandaard. Het kost namelijk energie en kan sociale risico's met zich meebrengen om anderen tot conformiteit te bewegen.:40

### Semi-autonoom sociaal veld
Griffiths gebruikt het begrip semi-autonome sociale velden (SASV's) om de maatschappelijke werkvloer te beschrijven. Dit begrip is afkomstig van de sociaal antropoloog Sally Falk Moore. Een SASV is een georganiseerde sociale context waar verschillende individuen deel van uitmaken en waarbinnen bepaalde regels en gewoonten gehandhaafd worden, wat neerkomt op een groep die eigen interne regels heeft en eventueel ook de gewenste omgang met externe regels handhaaft. Zulke groepen kunnen enorm verschillen, Griffiths noemt enerzijds een burengroep die afspreekt waar ieder de auto kan parkeren, maar anderzijds groepen waarin racisme en antisemitisme jarenlang bleven bestaan, ondanks overheden die proactief strenge regels handhaafden.:27
Griffiths stelt dat een SASV niet alleen primaire regels maar ook secundaire regels heeft en dat mobilisatie van een regel afhankelijk is van de secundaire regels in de groep. Sommige SASV kunnen hun regels beter handhaven dan andere. Een groep met weinig hiërarchie is volgens Griffiths beter in staat om interne sociale controle uit te oefenen. Groep die de primaire groep benaderen zijn hier goed in. Ook onderlinge afhankelijkheid voor bestaansbronnen draagt bij aan effectieve groepsdruk.:27-28